# Kotlářka (Košíře)
Kotlářka je viniční usedlost v Praze 5 v městské části Košíře. Objekt je památkově chráněný.

## Historie
Již v 15. století zde byla založena vinice. V polovině 17. století (1657) koupil původní vinici novoměstský kotlář Melichar Werschauer. Po něm nese pozdější usedlost svůj název. V roce 1735 se místní vinice zvětšily o sousední vinici Kaničkářku. (Ta byla pojmenována podle staroměstského tkaničkáře Kryštofa Štoffa.)
Kvůli válkám ale byly vinice roku 1742 poničeny. Usedlost byla založena až na konci 18. století. a v roce 1801 usedlost dokonce vyhořela. Po požáru v roce 1840 byla usedlost přestavěna ve stylu anglické gotiky (a poté i novodobě upravena), ale původní dispoziční řešení z konce 18. století se však nezměnilo.
Usedlost je tvořena dvěma obytnými a čtyřmi hospodářskými budovami se stodolou. Budovy obklopují dva dvory, které jsou spojeny branou. První obytná budova pochází z konce 18. století. Má otevřené pilířové schodiště se zděným zábradlím a stupňovitým štítem. Druhá obytná budova je o půl století mladší. Má navazující terasu a je symetrická k první obytné budově. Má také stupňovitě upravený štít.
Vzhledem k poloze stavby jsou budovy z jižní strany zpevněny pilíři. Hlavní vchod do usedlosti je ze severní strany. Nedaleko usedlosti stojí budova původního viničního lisu z konce 18. století. (Lis byl ale narušen novodobými úpravami.) U usedlosti se zachovaly i vinné sklepy.
Od roku 1964 je Kotlářka památkově chráněna. V roce 1974 byla usedlost zrekonstruována pro středisko ochrany rostlin při Státním statku hlavního města Prahy. V současné době (2014) je Kotlářka komerčně využívána a funguje jako restaurace a penzion.